# 알리오나 문
알리오나 문(Aliona Moon, 1989년 5월 25일 ~ )은 몰도바의 가수이다. 유로비전 송 콘테스트 2013에서 몰도바 대표로 참가했다.